# Phố Huế
Phố Huế là một tuyến đường đi qua địa bàn các quận Hoàn Kiếm và Hai Bà Trưng, thành phố Hà Nội.

## Vị trí–Đặc điểm

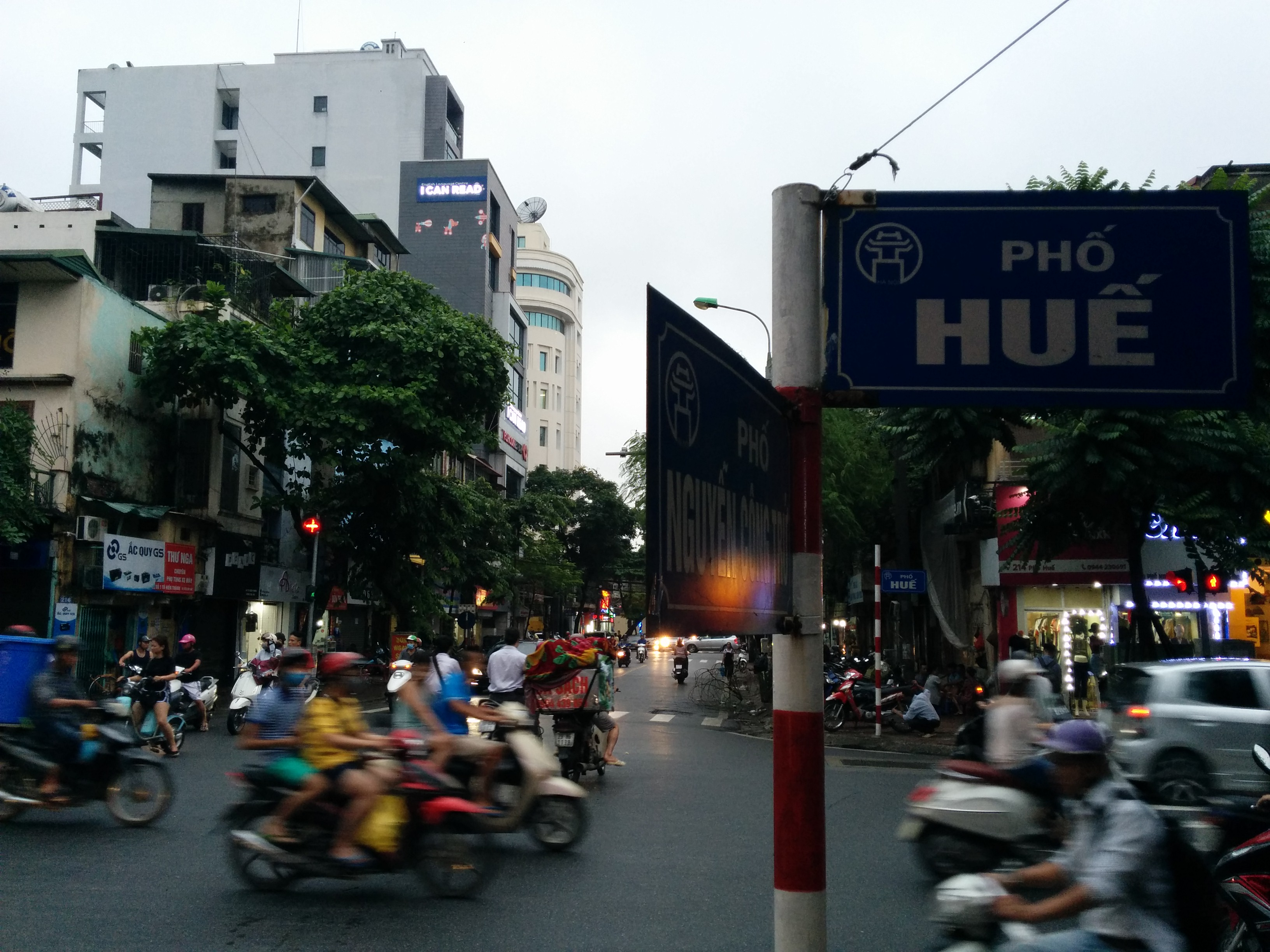
Góc phố Huế và phố Nguyễn Công Trứ

Đây là tuyến đường một chiều, chạy từ đường Đại Cồ Việt đến ngã tư phố Hàm Long - Hàng Bài, song song với phố Bà Triệu.
Phố Huế dài 1.266 m, rộng 14 m, bắt đầu từ cuối phố Bạch Mai, giao với các tuyến đường: Đại Cồ Việt, Trần Khát Chân, Thịnh Yên, Thái Phiên, Đoàn Trần Nghiệp, Trần Quốc Toản, Hàm Long, Nguyễn Du, Lê Văn Hưu, Trần Nhân Tông, Trần Xuân Soạn, Tuệ Tĩnh, Hòa Mã, Tô Hiến Thành, Nguyễn Công Trứ; nối tiếp với phố Hàng Bài. Phố thuộc địa bàn các phường Hàng Bài (quận Hoàn Kiếm), Nguyễn Du, Phạm Đình Hổ và Phố Huế (quận Hai Bà Trưng).

## Lịch sử
Đây nguyên là một đoạn của con đường thiên lý xưa, nối kinh đô Thăng Long với các trấn, các tỉnh ở phía nam.
Đầu thế kỷ XIX, tuyến phố đi qua các thôn, phường cổ gồm: phường Phục Cổ, thôn Giáo Phường, thôn Đông Hạ và thôn Yên Thọ, đều thuộc tổng Tả Nghiêm, huyện Thọ Xương cũ. Giữa thế kỷ XIX, thôn Đông Hạ hợp với thôn Sài Tan, Cẩm Chỉ thành thôn Đông Tân, còn thôn Yên Thọ hợp với thôn Thống Nhất thành thôn Yên Nhất.
Năm 1890, phố được gọi là đường Huế (route de Hué) và sau năm 1945 thì đổi thành phố Duy Tân. Từ ngày giải phóng thủ đô, phố Duy Tân đổi tên thành phố Huế, mang tên cố đô Huế của nhà Nguyễn.
Hiện nay, dọc theo tuyến phố vẫn còn các đình, đền mang tên các thôn, phường cũ như: đình Phục Cổ tại số nhà 14 phố Nguyễn Du, đình Giáo Phường tại số nhà 83B phố Huế, đình Đông Hạ tại số nhà 133 phố Huế (còn đền của làng này ở tại số nhà 28 ngõ Huế) và đình Yên Nhất tại số nhà 260 phố Huế.

## Các tuyến xe buýt chạy qua
- Tuyến 08A, 31, 35A, 36, 159: Hết phố
- Tuyến 23: từ Thái Phiên đến chỗ cắt Tô Hiến Thành - Nguyễn Công Trứ (chiều đi); từ Nguyễn Công Trứ đến chỗ cắt Hòa Mã -Tuệ Tĩnh (chiều về)
- Tuyến 38, 52A, 52B: từ cuối Đại Cồ Việt đến chỗ cắt Trần Xuân Soạn - Trần Nhân Tông